# Thomas Brandmeier
Thomas Brandmeier (* 17. Oktober 1961 in Sinsheim) ist ein deutscher Ingenieur und Professor für Elektrotechnik und Fahrzeugkommunikation. Er gehört zu den Pionieren der angewandten Forschung und ist der Gründer von CARISSMA (Center of Automotive Research on Integrated Safety Systems and Measurement Area), dem deutschlandweit ersten Forschungsbau an einer Fachhochschule, der vom Wissenschaftsrat genehmigt wurde. Aktuell ist er wissenschaftlicher Leiter des „Institute of Safety in Future Mobility“ (ISAFE) in Ingolstadt.

## Leben
Thomas Brandmeier erwarb 1981 in Sinsheim am Wilhelmi-Gymnasium das Abitur. Nach Ableisten des Wehrdienstes absolvierte er von 1982 bis 1986 ein Studium der Elektrotechnik am Karlsruher Institut für Technologie. Anschließend war er am dortigen Institut für Prozessmesstechnik und Prozessleittechnik Wissenschaftlicher Mitarbeiter bei Heinz Kronmüller. Im Jahr 1992 promovierte er mit einer Dissertation über „Verschleißerkennung durch Schwingungsanalyse an der Drehmaschine“. Nach dem Abschluss als Dr.-Ing. wirkte Brandmeier zwischen 1992 und 1997 als Projektleiter in der Vorentwicklung der Siemens VDO in Regensburg maßgeblich in den Bereichen Elektromechanische Bremssysteme (Brake-by-Wire), Fahrdynamiksysteme (ESP) sowie Abgasnachbehandlung von Dieselmotoren (AdBlue) mit. Im Oktober 1997 übernahm er die Leitung der Systementwicklung für elektrische Bremssysteme, ab 2001 die Funktionsentwicklung und Applikation von Airbagsystemen.
Nach elf Jahren in der Industrie ist Brandmeier seit 2003 an der Technischen Hochschule Ingolstadt an der Fakultät für Elektrotechnik und Informatik als Professor für Grundlagen der Elektrotechnik und Fahrzeugkommunikationssysteme tätig, seit 2012 ist er Forschungsprofessor für Fahrzeugsicherheit. Von Juni 2010 bis Juli 2020 leitete er das von ihm begründete Forschungs- und Testzentrum CARISSMA. Der am 6. Juni 2016 eröffnete Forschungsbau auf dem Campus der Technischen Hochschule Ingolstadt beschäftigt sich mit Fahrzeugsicherheit und der Sicherheit des automatisierten Fahrens.

## Auszeichnungen und Preise (Auswahl)
- Rotary Forschungspreis 2021[5]
- Nominierung für den Hermes Award 2018[6]
- Pro meritis scientiae et litterarum 2012[7]
- Bayerischer Innovationspreis 2008[8]
- Nominierung für den Innovationspreis der deutschen Wirtschaft 2008[2]

## Werke
- Verschleisserkennung durch Schwingungsanalyse an der Drehmaschine, Dissertation, 1992